# Kia KM450
Kia KM450 (K311) — малотоннажный грузовой автомобиль повышенной проходимости, выпускаемый южнокорейской корпорацией Kia Motors с 1998 года.

## Описание
Автомобиль Kia KM450 серийно производится с 1998 года. В Украине автомобиль называется Богдан Карго.
Грузоподъёмность автомобиля — 2 тонны. Полная масса автомобиля не превышает 4 тонн.
Модель представляет собой автомобиль, очень похожий на предшественника Kaiser Jeep M715. Автомобиль оборудуется артиллерийскими установками и миномётами.
На шасси Kia KM450 производится штабной автомобиль К1450-06.

## Модификации
- Kia KM451 — санитарный автомобиль.
- Kia KM452 — автомобиль с кунгом.
- Kia KM453 — боевая разведывательная машина[3].